# イサケナ郡 (ミシシッピ州)
イサケナ郡（英: Issaquena County）は、アメリカ合衆国ミシシッピ州の西部、ミシシッピ・デルタ地域に位置する郡である。2010年国勢調査での人口は1,406人であり、2000年の2,274人から38.2%減少した。人口では州内最少である。郡庁所在地はメイアーズビル町（人口547人）であり、同郡で人口最大の町でもある。郡名はインディアンの言葉で「深い川」を意味している。郡経済は農業に依存している。南北戦争の直前に奴隷の人口比率が92.5%と州内最高だった。115人の奴隷所有者が7,244人の奴隷を所有していた。

## 地理
アメリカ合衆国国勢調査局に拠れば、郡域全面積は441.36平方マイル (1,143.1 km2)であり、このうち陸地413.06平方マイル (1,069.8 km2)、水域は28.30平方マイル (73.3 km2)で水域率は6.41%である。

### 主要高規格道路
- アメリカ国道61号線
- ミシシッピ州道1号線
- ミシシッピ州道14号線
- ミシシッピ州道16号線

### 隣接する郡
- ワシントン郡 - 北
- シャーキー郡 - 北東
- ヤズー郡 - 東
- ウォーレン郡 - 南
- イーストキャロル郡 (ルイジアナ州) - 西
- チコット郡 (アーカンソー州) - 北西

## 人口動態
以下は2000年の国勢調査による人口統計データである。
| 基礎データ - 人口: 2,274人 - 世帯数: 726 世帯 - 家族数: 509 家族 - 人口密度: 2人/km2（5人/mi2） - 住居数: 877軒 - 住居密度: 1軒/km2（2軒/mi2） 人種別人口構成 - 白人: 36.32% - アフリカン・アメリカン: 62.75% - ネイティブ・アメリカン: 0.09% - その他の人種: 0.22% - 混血: 0.62% - ヒスパニック・ラテン系: 0.44% | 年齢別人口構成 - 18歳未満: 27.7% - 18-24歳: 10.9% - 25-44歳: 30.9% - 45-64歳: 19.9% - 65歳以上: 10.7% - 年齢の中央値: 33歳 - 性比（女性100人あたり男性の人口） - 総人口: 113.5 - 18歳以上: 130.1 世帯と家族（対世帯数） - 18歳未満の子供がいる: 34.2% - 結婚・同居している夫婦: 45.6% - 未婚・離婚・死別女性が世帯主: 16.0% - 非家族世帯: 29.8% - 単身世帯: 26.2% - 65歳以上の老人1人暮らし: 12.3% - 平均構成人数 - 世帯: 2.77人 - 家族: 3.37人 | 収入と家計 - 収入の中央値 - 世帯: 19,936米ドル - 家族: 23,913米ドル - 性別 - 男性: 23,167米ドル - 女性: 17,115米ドル - 人口1人あたり収入: 10,581米ドル（州内で2番目に低く、国内でも下から36位である） - 貧困線以下 - 対人口: 33.2% - 対家族数: 25.9% - 18歳未満: 43.2% - 65歳以上: 41.0% |

## 都市と町

### 町
- メイアーズビル - 郡庁所在地

### 未編入の町
- フィットラー
- グレイス
- バレーパーク

## 教育
郡内には学校が無い。生徒は隣接するシャーキー郡かワシントン郡の学校に通っている。シャーキー郡のローリングフォークにあるサウスデルタ教育学区がメイアーズビルを含むイサケナ郡の大半を管轄している。ワシントン郡エイボンにあるウェスタンライン教育学区が、イサケナ郡北西部を管轄している。
私立学校はシャーキー郡のローリングフォークにあるシャーキー・イサケナ・アカデミーがイサケナ郡の生徒を受け入れている。

## 著名な出身者
- マディ・ウォーターズ、ブルース歌手（1913年-1983年）